# Аластаро
А́ластаро (фин. Alastaro) — община (бывший муниципалитет) в области Варсинайс-Суоми, в Финляндии; с 1 января 2009 года в составе города Лоймаа.
Ближайшими соседними муниципалитетами были — Гуйттинен, Лоймаа, Орипяа, Пункалайдун, Сякюля, Вампула и Юляне. В 1976 году также Метсямаа.

## Население
| 2003 | 2006   | 2007   | 2008   |
| ---- | ------ | ------ | ------ |
| 3017 | ↘ 2976 | ↗ 2932 | ↘ 2910 |

## Известные уроженцы и жители
- Кулмала, Расмус[англ.] (род. 1994) — финский хоккеист.
- Каунисто, Тимо[фин.] (род. 1963) — финский политик, член Эдускунты (2007—2011)
- Койвунен, Аймо (1917—1989) — финский военнослужащий, с которым случилась первая задокументированная передозировка первитина.
- Вартиа, Тауно[англ.] (1907—1977) — член Эдускунты (1966—1975)